# Kokerei Grube Altenwald
Die Kokerei der Grube Altenwald war die älteste Kokerei Deutschlands. Sie gehörte zur Grube Altenwald und wurde 1765 gegründet und 1963 geschlossen. Erste Versuche mit Koks anstatt mit Holzkohle Eisen zu schmelzen begannen an der Sulzbacher Schmelze auf Initiative von Fürst Wilhelm Heinrich von Nassau-Saarbrücken bereits 1761. 1765 wurden dann in Altenwald die ersten Koksöfen aufgestellt.